# Luciano Álvarez
Luciano Álvarez (Lanús, Provincia de Buenos Aires, 30 de noviembre de 1978) es un exfutbolista argentino. Jugaba de delantero y su último equipo fue el Club Atlético Temperley.
Debutó a nivel profesional en el Inter Turku de la Primera División de Finlandia.

## Clubes
| Club                       | País       | Año       |
| -------------------------- | ---------- | --------- |
| Independiente (inferiores) | Argentina  | 1999-2000 |
| Savona FC                  | Italia     | 2001      |
| Inter Turku                | Finlandia  | 2002-2004 |
| Linares Deportivo          | España     | 2004-2005 |
| Yeovil Town                | Inglaterra | 2005      |
| Comunicaciones             | Guatemala  | 2006      |
| Coquimbo Unido             | Chile      | 2006-2007 |
| Instituto de Córdoba       | Argentina  | 2007-2008 |
| Coquimbo Unido             | Chile      | 2009      |
| José Gálvez                | Perú       | 2010      |
| Balompédica Linense        | España     | 2011-2012 |
| Temperley                  | Argentina  | 2012-2013 |